# Sean Burroughs
Sean Burroughs (Atlanta, Georgia; 12 de septiembre de 1980 – Long Beach, California; 9 de mayo de 2024) fue un beisbolista estadounidense que jugó siete temporadas con cuatro equipos en la posición de tercera base y fue campeón olímpico en Sídney 2000.

## Carrera
A nivel universitario jugó para USC Trojans, aunque anteriormente jugó en la Little League World Series como pitcher como parte del equipo de Long Beach, California que ganó la edición de 1992 y lanzó dos juegos sin hit al año siguiente.
Los San Diego Padres eligieron a Burroughs en la novena posición global del Draft de 1998, y Burroughs jugó en la Minor League Baseball con los Fort Wayne Wizards y Rancho Cucamonga Quakes en 1999, los Mobile BayBears en 2000 y con Portland Beavers en 2001. En 2000 Burroughs jugó en el All-Star Futures Game, donde ganó el premio de Jugador Más Valioso. También jugó en béisbol en los Juegos Olímpicos de Sídney 2000 donde ganó la medalla de oro.
Burroughs estuvo en el Opening Day del roster de los Padres para la temporada 2002. En su debut conectó el hit de la victoria en el primer partido del equipo en Petco Park ante el cerrador de San Francisco Giants Armando Benítez en 2005.
Al finalizar la temporada 2005 los Padres cambiaron a Burroughs a los Tampa Bay Devil Rays por Dewon Brazelton. Su promedio de bateo penas fue de .190 por lo que fue enviado a los Durham Bulls, equipo filial  AAA de Tampa Bay, y el 22 de junio fue designado por asignación.
El 24 de diciembre de 2006 Burroughs firma un contrato de ligas menores con los Seattle Mariners, pero fue dejado en libertad el 15 de junio de 2007 antes de mitad de temporada. Dejó de jugar hasta 2010 por consumo de drogas.
El 22 de noviembre de 2010 Burroughs firma un contrato de ligas menores con los Arizona Diamondbacks. Luego pasaría al roster principal de Arizona el 18 de mayo de 2011. Sería colocado en la lista de waivers el 19 de junio luego de tener un promedio de bateo de .261 y enviado a las ligas menores. Luego de que el tercera base titular Melvin Mora fuera dejado en libertad, regresaría al roster principal de Arizona como titular el 1 de julio de 2011. Ayudó al equipo a alcanzar los playoffs para luego declararse como agente libre el 21 de octubre.
El 14 de diciembre de 2011 Burroughs firma un contrato de ligas menores con los Minnesota Twins además de estar con el primer equipo en los entrenamientos de primavera. Los Twins lo enviaron a ligas menores el 1 de mayo. En octubre de 2012 se convirtió en agente libre.
El 12 de abril de 2013 Burroughs firma un contrato de ligas menores con Los Angeles Dodgers y pasó a formar parte de su equipo filial AA Chattanooga Lookouts, equipo donde jugó en 57 partidos y su promedio de bateo fue de .220.
Burroughs luego firmaría con los Bridgeport Bluefish de la Atlantic League of Professional Baseball para la temporada de 2014, con quien también jugaría en la temporada 2015. El 8 de agosto de 2015 sería cambiado a los rivales de Long Island Ducks por el outfielder Bryan Sabatella.
El 1 de agosto de 2016 Burroughs regresó a los Bridgeport Bluefish por el pitcher D. J. Mitchell. El 1 de noviembre de 2017 fue seleccionado por los Long Island Ducks en el draft de desaparición. Se convirtió en agente libre el 2017. 
A nivel de béisbol invernal jugó para los Tiburones de La Guaira y Bravos de Margarita en Venezuela.

## Vida personal y muerte
Burroughs era hijo del outfielder Jeff Burroughs, trabajó como extra en producciones de Hollywood como Knots Landing, Saved by the Bell y Terminator 2: Judgment Day.
Burroughs colapsó y murió el 9 de mayo de 2024 a los 43 años cuando entrenaba a su hijo en un partido de la Long Beach Little League. Más tarde se conoció que la causa de la muerte del deportista se debió a una intoxicación por fentanilo.